# Менцинг
Менцинг (нем. Menzing) — бывшее поселение на месте районов «Оберменцинг» и «Унтерменцинг» современного Мюнхена. Впервые город упоминается в документах 817 года под именем Menzinga. Название происходит от мужского имени Манцо (Manzo). В 1248 году Менцинг перешёл во владение Виттельсбахов. В 2017 году в Мюнхене праздновалось 1200-летие Менцинга.

## История (обзор)

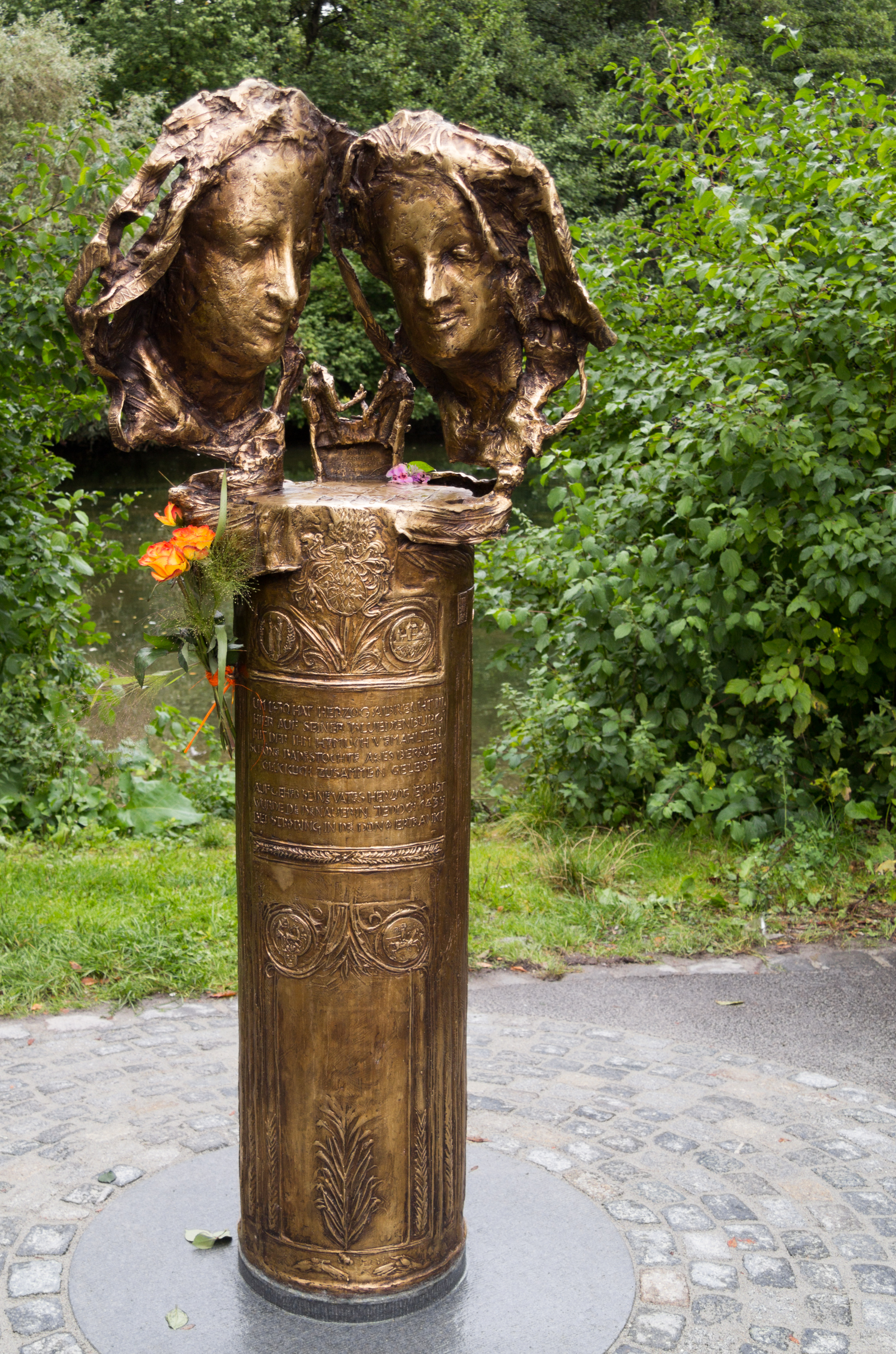
Памятник Любви (Agnes Bernauer Stele)

История Менцинга начинается более 4000 лет назад, когда в период Ранней Бронзы (не позднее) на Цветочной Горе (нем. Plüdenberg) на месте замка Блютенбург возникли первые поселения индоевропейцев, о чём свидетельствует древняя гробница, найденная в Оберменцинге в 1910 году во время дорожных работ. В XII веке до нашей эры, по данным раскопок 1924 года, на этом месте находилось укреплённое поселение «Siedlung Blutenburg», имевшее геостратегическое значение, так как река Вюрм (Uuirma, Vuirama, Wirmina, Wirm, Würm) здесь круто поворачивает, огибая довольно большой холм («Цветочную Гору» — «Plüdenberg») и превращая его в некое подобие острова. Затем древние римляне основали тут один из фортов своего военного лагеря «Villa Uuirma». В XIII веке на Цветочной Горе был построен замок, частично разрушенный и сожжённый к началу XV века. С 1431 года по 1440 год замок был перестроен будущим герцогом Альбрехтом III, где он до 1435 года периодически жил со своей супругой Агнес Бернауэр. В охотничьем замке Блютенбург отец Агнес Бернауэр — доктор Каспар Бернауэр, известный хирург, терапевт и травник, построил для Дома Виттельсбахов первый в Европе бальнеологический и фитотерапевтический оздоровительный комплекс на основе термальных источников. Первоначально эта местность находилась в джунглях — часто непроходимом плотном лесном массиве, кишащем дикими зверями, что, однако, делало эти места раздольем для охотников. Позднее с дворцом Нимфенбург замок объединяла «полоса прямой видимости» (Durchblick), аллея, обеспечивавшая возможность визуального контакта между ними. С середины XX века она поросла деревьями и прямая видимость отсутствует, но планируется её восстановление. Замок Блютенбург, a также прилегающий к нему парк, носящий название «Am Durchblick» («На Просеке»), известны ещё тем, что здесь творили такие знаменитые художники, как Ян Полак (Jan Pollack) и Василий Кандинский. В сентябре 2013 года возле замка Блютенбург напротив главного входа на пожертвования семьи Хаймбюхлеров (Ursula und Fritz Heimbüchler) был установлен памятник, напоминающий о трагических событиях в судьбах Агнес и Альбрехта. Автор, скульптор Йозеф Михаэль Нойштифтер, дал ему название «Памятник Любви» (Joseph Michael Neustifter: «Ein Denkmal für die Liebe»). К 1315 году город Менцинг был разделён на 2 части, ставшие позднее двумя районами Мюнхена, причём изображение замка Блютенбург было помещено на герб Оберменцинга. В связи с 1200-летним юбилеем мюнхенских районов Оберменцинг / Унтерменцинг (быв. Менцинг) в 2017 году рядом с замком Блютенбург на сцене, принадлежащей Храму «Страсти Христовы» (Leiden Christi), состоялась премьера музыкального спектакля «Агнес или Тайна Замка Блютенбург», в котором представлена фантастическая версия судьбы Агнес Бернауэр.